# La legge della notte
La legge della notte (Live by Night) è un film del 2016 scritto, diretto, prodotto e interpretato da Ben Affleck.
La pellicola è l'adattamento cinematografico dell'omonimo romanzo del 2012 scritto da Dennis Lehane, qui anche produttore esecutivo del film.

## Trama
Nel 1926, Joe Coughlin, un veterano irlandese-americano della prima guerra mondiale e figliol prodigo del capitano di polizia di Boston, Thomas Coughlin, si innamora di Emma Gould, l'amante del famigerato gangster Albert White, il capo della Mafia Irlandese di Boston che Joe e i suoi amici hanno preso di mira in una serie di rapine. Thomas si oppone alla relazione e consiglia Joe contro le sue attività criminali, avvertendolo che alla fine le sue malefatte lo raggiungeranno. Il rivale di White, il boss della Mafia italiana, Maso Pescatore, scopre la loro relazione e ricatta Joe per fargli uccidere White. Joe rifiuta, e invece lui ed Emma decidono di fuggire in California. Per finanziare il viaggio Joe, il suo partner Dion Bartolo e un altro uomo, fanno una rapina durante la quale tre agenti di polizia rimangono uccisi nell'inseguimento che ne segue. Quando Joe va a incontrare Emma e fuggire, scopre che lei lo ha venduto a White. Joe viene brutalmente picchiato dagli uomini di White e quasi ucciso prima che Thomas e la polizia arrivino e arrestino Joe per gli omicidi dei poliziotti. Thomas dice a Joe che Emma è annegata mentre era inseguita dalla polizia; ricatta anche l'ispettore capo Calvin Bondurant, minacciandolo di svelare una sua relazione omosessuale, per assicurarsi che Joe venga incriminato con un'accusa relativamente minore piuttosto che per omicidio, e a Joe viene inflitta una condanna a soli tre anni.
Due settimane prima del rilascio di Joe, Thomas muore di infarto. Volendo vendicarsi contro White, Joe si offre volontario a Pescatore e viene reclutato come tutore dell'impero del rum di quest'ultimo a Ybor City nel quartiere di Tampa  in Florida, che è sotto attacco da parte di White. Joe porta con sé Dion e insieme proteggono gli affari di Pescatore nella zona; il capo invia quindi loro l'ordine di portare il gioco d'azzardo e la droga a Tampa. Joe sviluppa anche una relazione con Graciela Corrales, la sorella di un uomo d'affari cubano che gli fornisce la maggior parte del rum, e presto si sposano. Joe fa amicizia con lo sceriffo Irving Figgis per ottenere la protezione della polizia per il suo contrabbando. La figlia di Irving, Loretta, si dirige a Hollywood per diventare un'attrice, ma invece diventa una prostituta dipendente dall'eroina. Il cognato di Irving, RD Pruitt, un membro della sezione locale del Ku Klux Klan che incolpa Joe per aver portato più immigrati non bianchi a Tampa, inizia a bombardare le attività di Joe e uccide i suoi uomini. Joe promette a Irving di aiutare a liberare Loretta dalla droga e di tornare a Ybor City in cambio del tradimento di Pruitt. Joe uccide Pruitt personalmente e chiede ai suoi uomini di dare la caccia e uccidere tutti i membri del KKK di Tampa in una serie di brutali omicidi.
Con la fine del Proibizionismo, Pescatore ordina a Joe di passare alla vendita di narcotici, cosa su cui non è d'accordo, progettando invece di costruire un casinò mafioso vicino a Sarasota. Ha intenzione di persuadere il governo statale a legalizzare il gioco d'azzardo, ma Loretta, che è diventata una devota cristiana sotto la disciplina severa e punitiva di suo padre, inizia a predicare che l'alcol e il gioco d'azzardo sono contro la parola di Dio. Il suo ministero è abbastanza popolare tanto che il governo dello Stato decide di non legalizzare il gioco d'azzardo. Joe riconosce che Pescatore sarà infuriato, soprattutto perché Coughlin si rifiuta ancora di investire in narcotici. Durante un incontro privato in un ristorante per appianare le loro divergenze, Loretta confida a Joe che non crede veramente in Dio e che i suoi peccati non possono essere perdonati. Il giorno successivo, Joe è scoraggiato nell'apprendere che Loretta si è suicidata. Durante una visita a suo cognato, un fotografo dilettante, Joe trova una foto recente di Emma, che credeva fosse morta. Decide di inseguirla, ma solo dopo aver prima informato Graciela, con grande sgomento di Dion. Pescatore ordina a Joe di incontrarlo in un hotel locale, dove rivela di essersi riconciliato con White e gli ha dato l'onore di uccidere Joe per i suoi fallimenti, progettando di sostituirlo con suo figlio Digger.
Anticipando il tradimento di Pescatore, Joe distrae White mostrandogli la foto di Emma, poiché anche White credeva che fosse morta. Dion e i suoi uomini tendono un'imboscata alla banda di Pescatore attraverso una serie di tunnel che Joe aveva precedentemente utilizzato per lo spostamento del rum nell'hotel. Nello scontro a fuoco che ne seguì, White, Pescatore e Digger vengono tutti uccisi. Eliminati così tutti i suoi nemici in un colpo solo. Joe nomina Dion come suo successore prima di individuare Emma nel bordello in cui ora lavora. La donna racconta come ha simulato la sua morte per fuggire da White e gode della sua ritrovata libertà, e afferma di non aver mai ricambiato l'amore di Joe per lei. Soddisfatto, Joe torna da Graciela. Joe e Graciela si trasferiscono a Miami, dove hanno un figlio, Tommy, e dedicano il loro tempo alla costruzione di case per i poveri. Impazzito dalla morte di Loretta, Figgis li rintraccia e decide di sparare alla loro casa, uccidendo Graciela prima di essere colpito a morte da Joe. Joe fa in modo che Graciela venga sepolta nella sua terra natale a Cuba e trascorre il resto dei suoi giorni dedicandosi alla beneficenza e alla crescita di Tommy, che presto esprime il suo desiderio di diventare un agente di polizia.

## Produzione
La Warner Bros. acquista i diritti cinematografici del romanzo nell'aprile del 2012, con la volontà di farne un film con protagonista Leonardo DiCaprio sotto la produzione della Appian Way Productions dello stesso DiCaprio. Nell'ottobre dello stesso anno, viene annunciato Ben Affleck nel ruolo di protagonista, regista, sceneggiatore e co-produttore del film assieme alla Appian Way Productions di DiCaprio.
Il budget del film è stato di 65 milioni di dollari.

### Sceneggiatura
Nel maggio 2014 lo scrittore Dennis Lehane legge la sceneggiatura di Ben Affleck e ne loda la qualità.

### Riprese
Le riprese del film iniziano il 28 ottobre 2015 nello stato della Georgia. Altre riprese vengono effettuate nella proprietà privata di Affleck vicino Riceboro,, a Tybee Island, a Savannah e nel Fort Pulaski National Monument.
Il direttore della fotografia Robert Richardson ha utilizzato telecamere Arri Alexa 65 mm e lenti vintage 65 della Panavision.

### Post-produzione
Per il montaggio viene scelto William Goldenberg, già collaboratore di Affleck in The Town e Argo.
La colonna sonora viene affidata a Harry Gregson-Williams, anche lui già collaboratore del regista in Gone Baby Gone e The Town.

## Promozione
Il primo trailer del film viene diffuso l'8 settembre 2016, seguito subito dopo dalla versione italiana.

## Distribuzione
La pellicola è stata distribuita negli Stati Uniti in un numero limitato di copie il 25 dicembre 2016 per poter partecipare ai principali premi cinematografici; successivamente è stata distribuita in tutta la nazione a partire dal 13 gennaio 2017, mentre in Italia è arrivata dal 2 marzo.

## Accoglienza
Il film ha ricevuto recensioni molto negative dalla critica e non ha attirato pubblico nelle sale, non riuscendo ad incassare il necessario per pareggiare le spese; per questo diviene un flop già dopo poche settimane dall'uscita.

### Critica
Sul sito Rotten Tomatoes la pellicola riceve solo il 32% delle recensioni professionali positive su 176, con un voto medio di 5,2 su 10 mentre su Metacritic ottiene un punteggio di 49 su 100 basato su 43 recensioni.

### Incassi
Il film incassa solo 10 milioni di dollari negli Stati Uniti, e circa 7 nel resto del mondo. Al 27 gennaio, mancando solo le uscite al cinema sui grandi mercati di Germania, Italia e Giappone, a fronte di un budget di 65 milioni di dollari, più le spese di marketing, le perdite previste sono di circa 75 milioni di dollari, da suddividere tra Warner Bros. e RatPac-Dune Entertainment.

## Riconoscimenti
- 2017 - Critics' Choice Movie Award[18]
  - Candidatura per la miglior scenografia a Jess Gonchor e Nancy Haigh